# Fågelvik, Västerås
Fågelvik är en  stadsdel i det administrativa bostadsområdet Hamre-Talltorp i östra Västerås, vid Mälaren.
Fågelvik är ett bostadsområde. Bebyggelsen består av radhus och villor.
Området avgränsas av Tegeluddsvägen, Björnövägen och Mälaren.
Området gränsar i väster mot Framnäs, i norr till Hamre och i öster mot Hamre sportfält.